# Belambangan (Pengandonan)
Belambangan is een bestuurslaag in het regentschap Ogan Komering Ulu van de provincie Zuid-Sumatra, Indonesië. Belambangan telt 483 inwoners (volkstelling 2010).